# Be’erot Jicchak
Be’erot Jicchak (hebr. בארות יצחק; pol. Studnia Icchaka) – kibuc położony w Samorządzie Regionu Chewel Modi’in, w Dystrykcie Centralnym, w Izraelu.

## Położenie
Kibuc jest położony na równinie nadmorskiej, przy południowej granicy równiny Szaron, w odległości około 14 kilometrów od Morza Śródziemnego. Jest to mocno zurbanizowany obszar znajdujący się na północny wschód od Portu lotniczego imienia Ben Guriona. W jego otoczeniu znajduje się miasto Jehud-Monosson, moszawy Magszimim, Nechalim, Mazor, Giwat Koach i Bene Atarot, oraz wieś Nofech.

## Demografia
Liczba mieszkańców Be’erot Jicchak:

## Historia

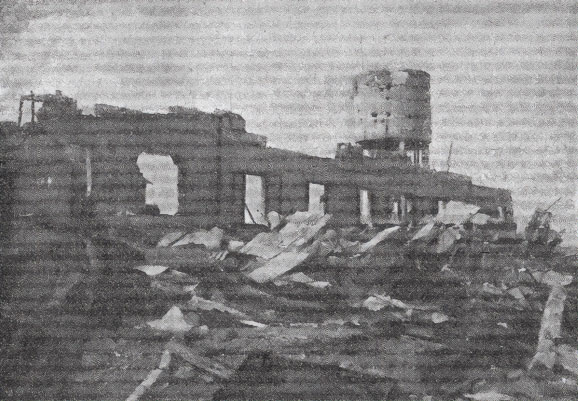
Ruiny wieży ciśnień po egipskim ostrzale

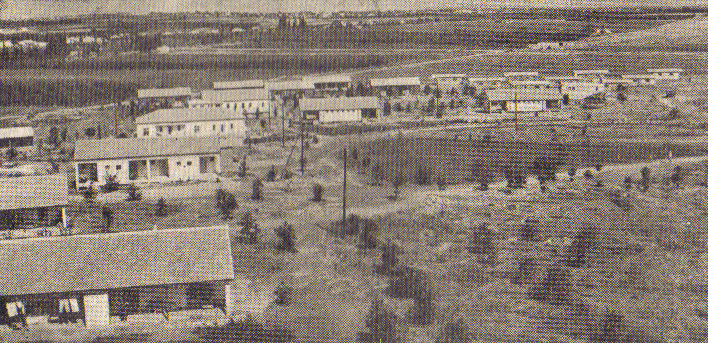
Nowy kibuc Be’erot Jicchak w latach 50. XX wieku

Pierwotnie kibuc Be’erot Jicchak został założony w 1943 w północno-zachodniej części pustyni Negew, w bezpośrednim sąsiedztwie dzisiejszej Strefy Gazy. Grupa jego założycieli była żydowskimi imigrantami z Czechosłowacji i Niemiec, którzy byli członkami religijnego ruchu Brit Halutzim Dati'im. Przyjechali oni do Mandatu Palestyny i w 1936 zawiązali grupę religijnych pionierów. Przez kilka pierwszych lat wspierali rozbudowę obozu przejściowego Pardes Channa, po czym w 1943 otrzymali propozycję założenia własnej wioski. Ziemię zakupił Żydowski Fundusz Narodowy. W 1947 populacja wioski liczyła 150 osób. Osada była położona w ważnym strategicznie miejscu, przy drodze prowadzącej z Mandatu Palestyny do Egiptu. W 1946 osada została wykorzystana jako baza i miejsce odpoczynku sił realizujących plan budowy 11 osad obronnych na Negewie (hebr. 11 הנקודות, 11 HaNekudot). Działający stąd pionierzy założyli kibuce Kefar Darom, Be’eri i Tekuma.
Podczas I wojny izraelsko-arabskiej w maju 1948 kibuc znalazł się w żydowskiej enklawie odizolowanej na pustyni Negew przez egipską armię. Wcześniej zdołano ewakuować większość kobiet i dzieci. W dniu 15 lipca doszło do bitwy o Be’erot Jicchak, podczas której obrońcy ponieśli poważne straty, a kibuc został mocno zniszczony, jednak Egipcjanie musieli wycofać się. Zniszczenia były tak poważne, że jego mieszkańcy zdecydowali, że nie będą wracać do osady i utworzą nowy kibuc w centralnej części kraju. Na miejscu starego, zniszczonego Be’erot Jicchak, w 1951 powstał nowy kibuc Nachal Oz.
Byli członkowie zniszczonego kibucu Be’erot Jicchak znaleźli po wojnie tymczasowe schronienie w moszawie Bene Atarot. W grupie tej znajdowało się wiele wdów i sierot. W 1952 na północ od tego moszawu założyli oni nowy kibuc, który nazwali Be’erot Jicchak. Jego członkowie byli ściśle związani z syjonistyczną młodzieżową organizacją religijną Bene Akiwa. W 1963 nastąpiło otworzenie szkoły podstawowej. W 1970 wybudowano sieć nawadniającą sad owocowy oraz pola uprawne. W 1972 nastąpiło uroczyste otwarcie synagogi. Na początku lat 90. XX wieku kibuc znalazł się w głębokim kryzysie ekonomicznym, co zmusiło jego członków do przeprowadzenia w 2000 restrukturyzacji i prywatyzacji. Ustabilizowało to sytuację gospodarczą w Be’erot Jicchak.

### Nazwa

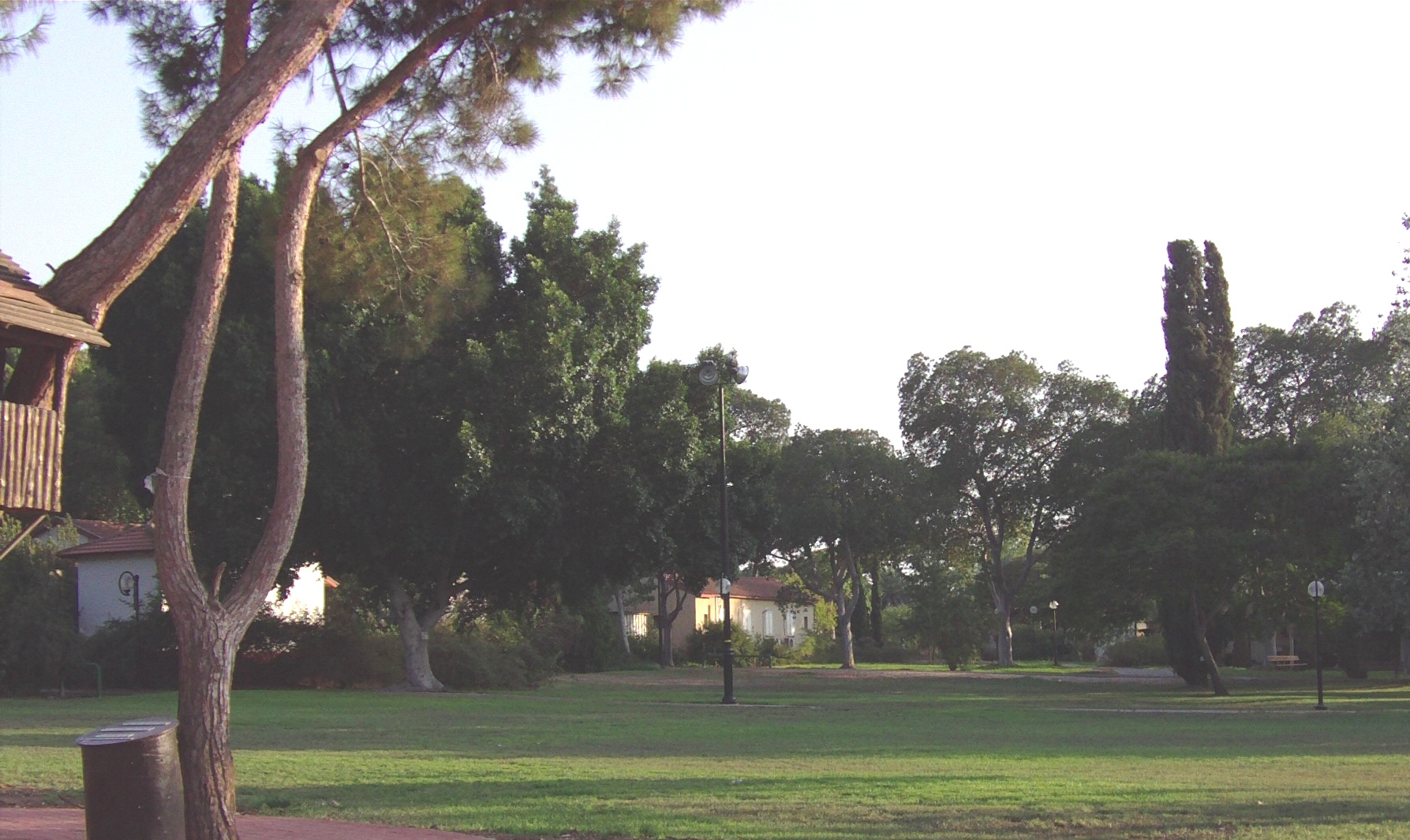
Kibuc Be’erot Jicchak

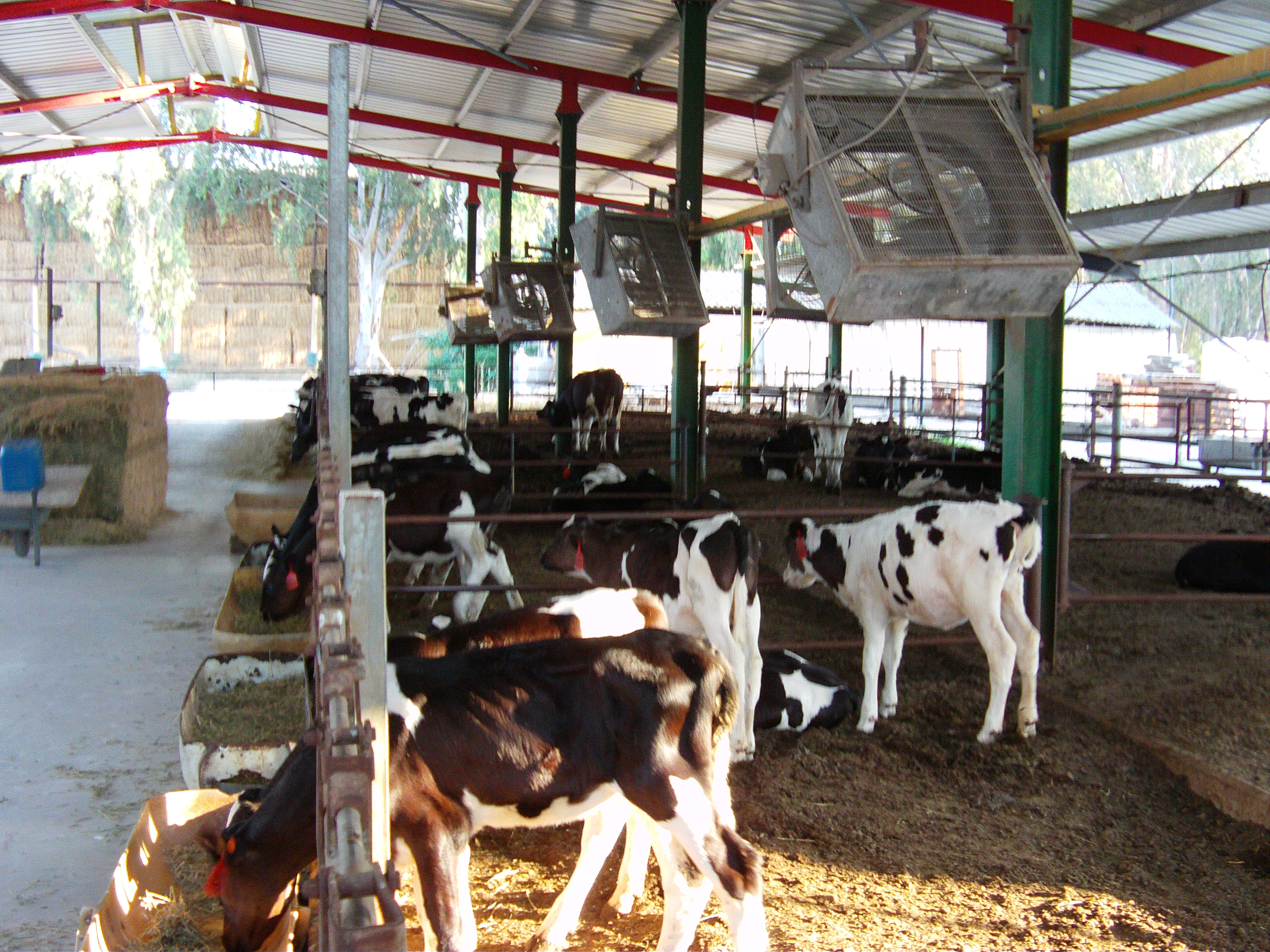
Hodowla bydła w Be’erot Jicchak

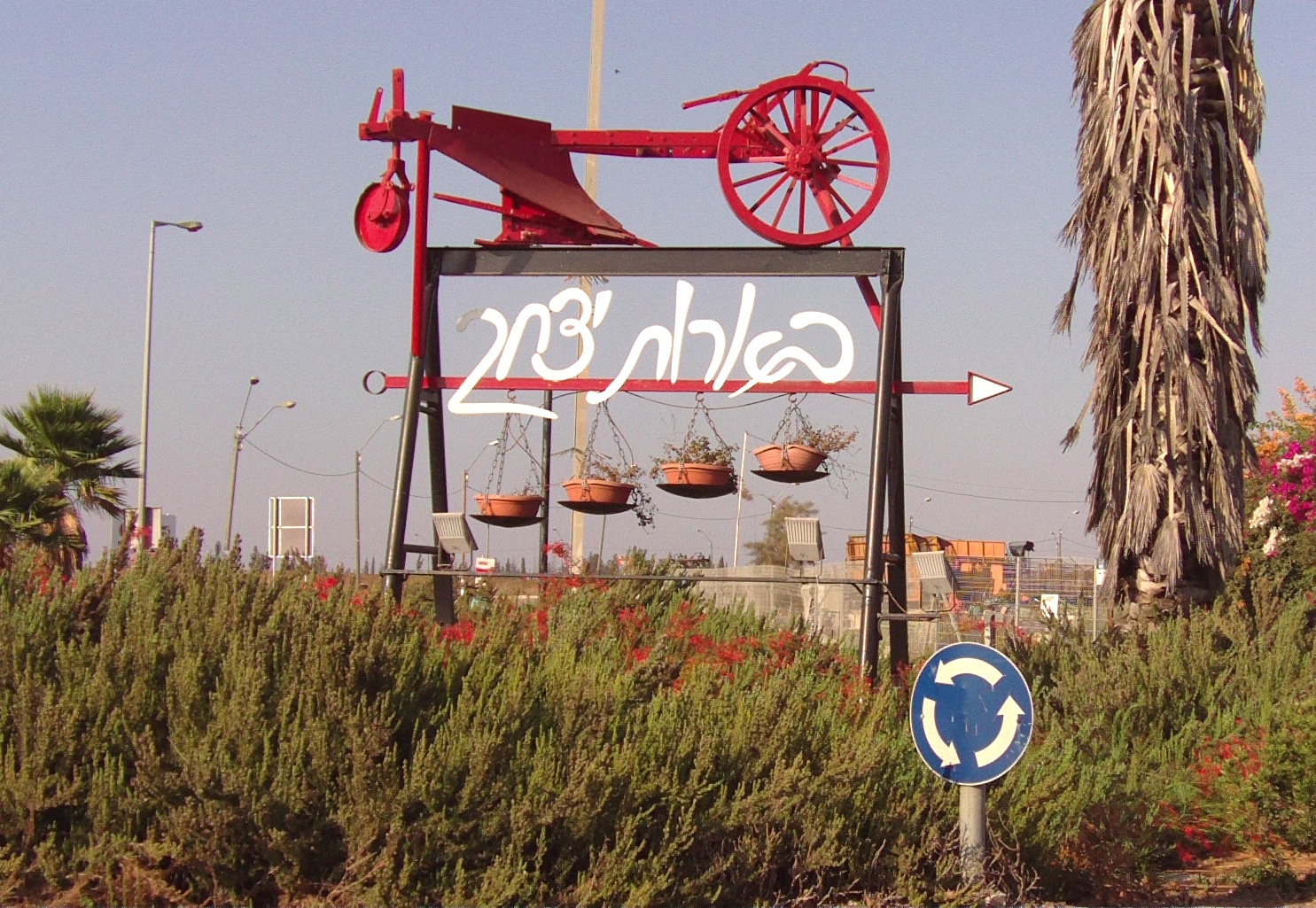
Wjazd do kibucu Be’erot Jicchak

Kibuc został nazwany na cześć rabina Jicchaka Nisanboima. Nazwa nawiązuje także do osoby patriarchy Izaaka, który posiadał w tym rejonie studnię.

## Kultura i sport
W kibucu znajduje się ośrodek kultury z biblioteką i archiwum. Budynek dawnej szkoły przekształcono w klub, w którym odbywają się spotkania społeczne i kulturalne. Symbolem kibucu jest dawna wieża ciśnieniowa. Obecnie jest ona już opróżniona z wody i służy jako miejsce organizacji okresowych wystaw. Na dachu wieży umieszczono menorę. Na placu przed wieżą odbywają się szczególne uroczystości państwowe, podczas których zbierają się wszyscy mieszkańcy. Kibuc jest położony w centrum kraju, co umożliwia jego mieszkańcom łatwy dostęp do wielu koncertów, teatru, filmów, wykładów itp.
Z obiektów sportowych w kibucu znajduje się odkryty basen kąpielowy (z oddzielnymi godzinami pływania dla mężczyzn, kobiet, i rodzin), boisko do koszykówki i piłki nożnej, siłownia, i dużo otwartej przestrzeni do spacerów oraz joggingu.

## Edukacja
Kibuc utrzymuje żłobek i przedszkole. Starsze dzieci są dowożone do szkoły podstawowej i college’u do sąsiedniego moszawu Nechalim. Znajduje się tam także szkoła religijna.

## Religia
Jest to kibuc religijny, dlatego rytm codziennego życia mieszkańców jest związany ze studiowaniem Tory, obchodzeniem szabatu i tradycyjnych świąt żydowskich. W kibucu działa synagoga i mykwa. Modlitwy w synagodze odbywają się trzy razy dziennie.

## Gospodarka i infrastruktura
Lokalna gospodarka opiera się na rolnictwie, chociaż część mieszkańców kibucu dojeżdża do innych miejsc pracy w miastach. Kibuc posiada około 2000 hektarów użytków rolnych. Uprawy rolnicze obejmują bawełnę, pszenicę, groch, sorgo, cebulę, ciecierzycę, kukurydzę, słonecznik i inne. Hoduje się bydło mleczne i drób. Obora mieści 250 krów i 250 cielaków. Produkcja wynosi około 2,85 mln litrów mleka rocznie. Dodatkowo Be’erot Jicchak jest małym ośrodkiem przemysłowym. Przy wjeździe do kibucu od strony północnej znajduje się strefa handlowa i biznesowa. Działa tutaj fabryka Chetzem-Avrot Ltd., która specjalizuje się w powlekaniu metalami lub tworzywami sztucznymi różnych urządzeń przemysłowych i rurociągów. Zakład zatrudnia około 140 pracowników. Firma Snacktime jest dostawcą kanapek i zapakowanych posiłków do sprzedaży detalicznej oraz dla punktów gastronomii. W kibucu znajduje się ośrodek zdrowia, sklep wielobranżowy, pralnia, warsztat mechaniczny i stacja benzynowa.

## Transport
Przy kibucu przebiega droga ekspresowa nr 40.